# Еллістон (Монтана)
Еллістон (англ. Elliston) — переписна місцевість (CDP) в США, в окрузі Повелл штату Монтана. Населення — 227 осіб (2020).

## Географія
Еллістон розташований за координатами 46°33′31″ пн. ш. 112°27′50″ зх. д. / 46.55861° пн. ш. 112.46389° зх. д. (46.558705, -112.463888).  За даними Бюро перепису населення США в 2010 році переписна місцевість мала площу 20,94 км², уся площа — суходіл.

## Демографія
Згідно з переписом 2010 року, у переписній місцевості мешкало 219 осіб у 99 домогосподарствах у складі 61 родини. Густота населення становила 10 осіб/км².  Було 117 помешкань (6/км²).
Расовий склад населення:
| - 95,0 % — білих - 2,3 % — корінних американців |

До двох чи більше рас належало 2,7 %. Частка іспаномовних становила 0,5 % від усіх жителів.
За віковим діапазоном населення розподілялося таким чином: 18,3 % — особи молодші 18 років, 64,8 % — особи у віці 18—64 років, 16,9 % — особи у віці 65 років та старші. Медіана віку мешканця становила 48,6 року. На 100 осіб жіночої статі у переписній місцевості припадало 110,6 чоловіків;  на 100 жінок у віці від 18 років та старших — 110,6 чоловіків також старших 18 років.
Середній дохід на одне домашнє господарство  становив 77 568 доларів США (медіана — 66 429), а середній дохід на одну сім'ю — 85 339 доларів (медіана — 72 188). За межею бідності перебувало 12,2 % осіб, у тому числі 31,9 % дітей у віці до 18 років та 5,2 % осіб у віці 65 років та старших.
Цивільне працевлаштоване населення становило 179 осіб. Основні галузі зайнятості: будівництво — 36,3 %, освіта, охорона здоров'я та соціальна допомога — 30,2 %, мистецтво, розваги та відпочинок — 12,8 %, оптова торгівля — 5,0 %.